# 대체휴일제도
대체휴일제도(代替休日制度 substitute holiday)는 어떤 공휴일이 다른 공휴일과 겹치면 휴일이 아닌 날(평일)을 더 쉬도록 하여, 공휴일이 줄어들지 않게 하는 제도다.

## 실시 국가

### 대한민국
2013년 관공서의 공휴일에 관한 규정 일부개정령안 제 3조 '대체공휴일제의 도입'에 따르면 설날, 추석 연휴가 다른 공휴일(일요일, 개천절, 한글날 등)과 겹치는 경우 그 날 다음의 첫 번째 비공휴일을 공휴일로 하고, 어린이날이 토요일 또는 다른 공휴일(일요일, 부처님 오신 날 등)과 겹치는 경우 그 날 다음의 첫 번째 비공휴일을 공휴일로 한다.
2013년 8월 28일 안전행정부에서 설날·추석 연휴 및 어린이날이 일요일 또는 공휴일과 겹칠 경우 다음 첫 번째 평일을 하루 더 쉬게 하는 내용의 대체휴일제를 도입한다고 입법 예고하였다. 2013년 9월 12일 안전행정부에서는 2014년부터 설날·추석 연휴 및 어린이날을 대체휴일제를 도입하기로 했다. 설·추석 연휴는 다른 공휴일과 겹치는 경우 그 날 다음의 첫 번째 비공휴일을 공휴일로 하고, 어린이날은 토요일 또는 다른 공휴일과 겹치는 경우 그 날 다음의 첫 번째 비공휴일을 공휴일로 한다. 단, 어린이날 외의 토요일은 대체공휴일에 포함되지 않는다. 2013년 ~ 2019년까지는 관공서만 적용되었지만, 2018년에 근로기준법 통과로 2020년 부턴 300인 이상, 2021년엔 30인 이상으로 확대되었다. 그리고 2021년 6월 29일 국경일에 한해 대체 휴일제가 국회 통과 되면서 7월 7일부터 모두 적용됐다. 다만, 5인 ~ 30인 사업장은 2022년부터 적용되며 5인 미만 사업장은 기업 재량에 의한다. 2023년부터는 부처님 오신 날과 성탄절까지 대체공휴일 적용 대상에 추가되었다.

### 호주
오스트레일리아는 주 (state) 마다 다른 공휴일을 갖고 있지만, 공통점은 모두 대체 휴일 제도를 시행 하고 있다. 법률상 '대체 휴일'이라는 공식적인 명칭은 없지만 통용되는 용어이다.
예를 들어 공휴일이 토요일 혹은 일요일과 겹칠시 다음 월요일을 하루 더 쉬게끔 하는 제도이다.

### 일본
일본에서는 국민의 축일에 관한 법률에 관련 조항이 있으며, 법률 상에는 '대체 휴일'이라는 명칭이 없지만 통용되는 용어이다. 1973년부터 적용되기 시작했으며 그 중 일부 기념일은 해피 먼데이 제도를 사용하여 '○월 ○번째 월요일'로 옮겼다.

이 외에 중국, 러시아 등에서도 시행된다.
중국에서는 대체휴일제도가 설립되였지만 실질상 휴일조절제도(調休)에 의해 휴일이 총체적으로 보면 적다.

## 미실시 국가
스웨덴, 우즈베키스탄 등에서는 법제화되지 않아 시행되지 않고 있다.

## 기타
아예 몇몇 공휴일을 주말과 겹치지 않는 다른 요일로 지정하는 국가도 있다. 일본은 해피 먼데이 제도를 통해서, 미국은 월요일 공휴일 법을 통해서 이를 실현하였다.